# Dactyloidae
Los dactiloidos (Dactyloidae) son una familia de saurópsidos (reptiles) escamosos del suborden Iguania compuesta por ocho géneros de los cuales el género tipo es Dactyloa. Se distribuyen por América.

## Clasificación
Familia Dactyloidae
- Anolis Daudin, 1802
- Audantia Cochran, 1934
- Chamaelinorops Schmidt, 1919
- Ctenonotus Fitzinger, 1843
- Dactyloa Wagler, 1830
- Deiroptyx Fitzinger, 1843
- Norops Wagler, 1830
- Xiphosurus Fitzinger, 1843